# Cialandro

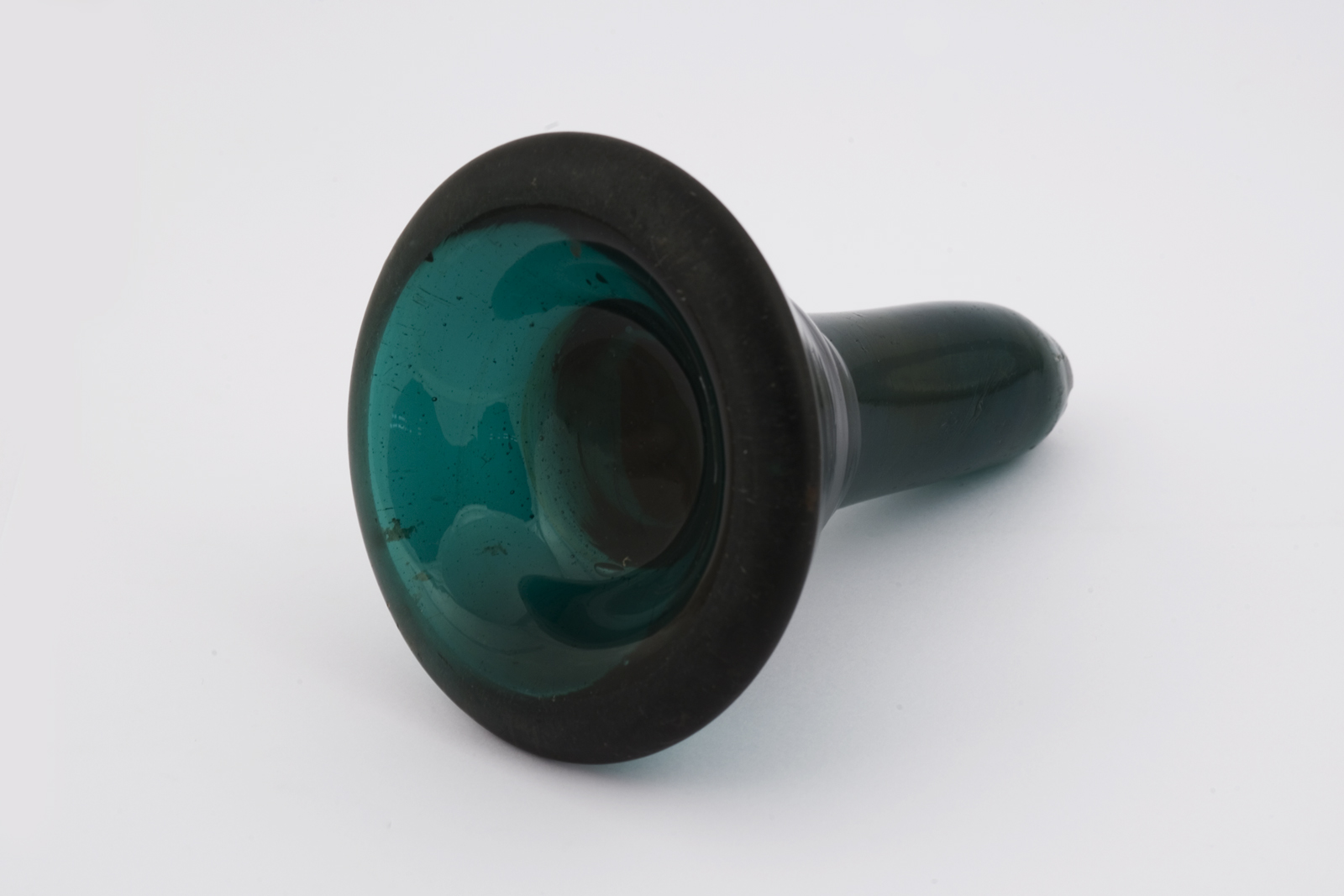
Un cialandro in vetro verde del secc. XIV/XVIII al Museo nazionale della scienza e della tecnologia Leonardo da Vinci

Il cialandro è un blocco in vetro, pietra focaia, selce o agata a forma tronco conica con base levigata e manico per l'impugnatura utilizzato per la lisciatura dei fogli di carta prodotti artigianalmente.
Questa operazione rendeva i fogli lisci e scorrevoli, caratteristiche favorevoli per la scrittura a inchiostro.

## Modalità d'uso
Dopo l'asciugatura, il foglio di carta veniva appoggiato su un piano rivestito in pelle e il cialandro veniva appoggiato sul foglio di carta. Con l'applicazione di una leggera pressione della mano, il cialandro veniva mosso in senso circolare su tutta la superficie del foglio. Dopo la lisciatura restava solo la cernita dei fogli per eliminare quelli rotti o rovinati.